# جون كيس
جون كيس (بالإنجليزية: John Case)‏ هو منافس ألعاب قوى أمريكي، ولد في 31 مارس 1889، وتوفي في 20 يناير 1975.

## وصلات خارجية
- جون كيس على موقع أوليمبيديا (الإنجليزية)